# Clemens von Althaus

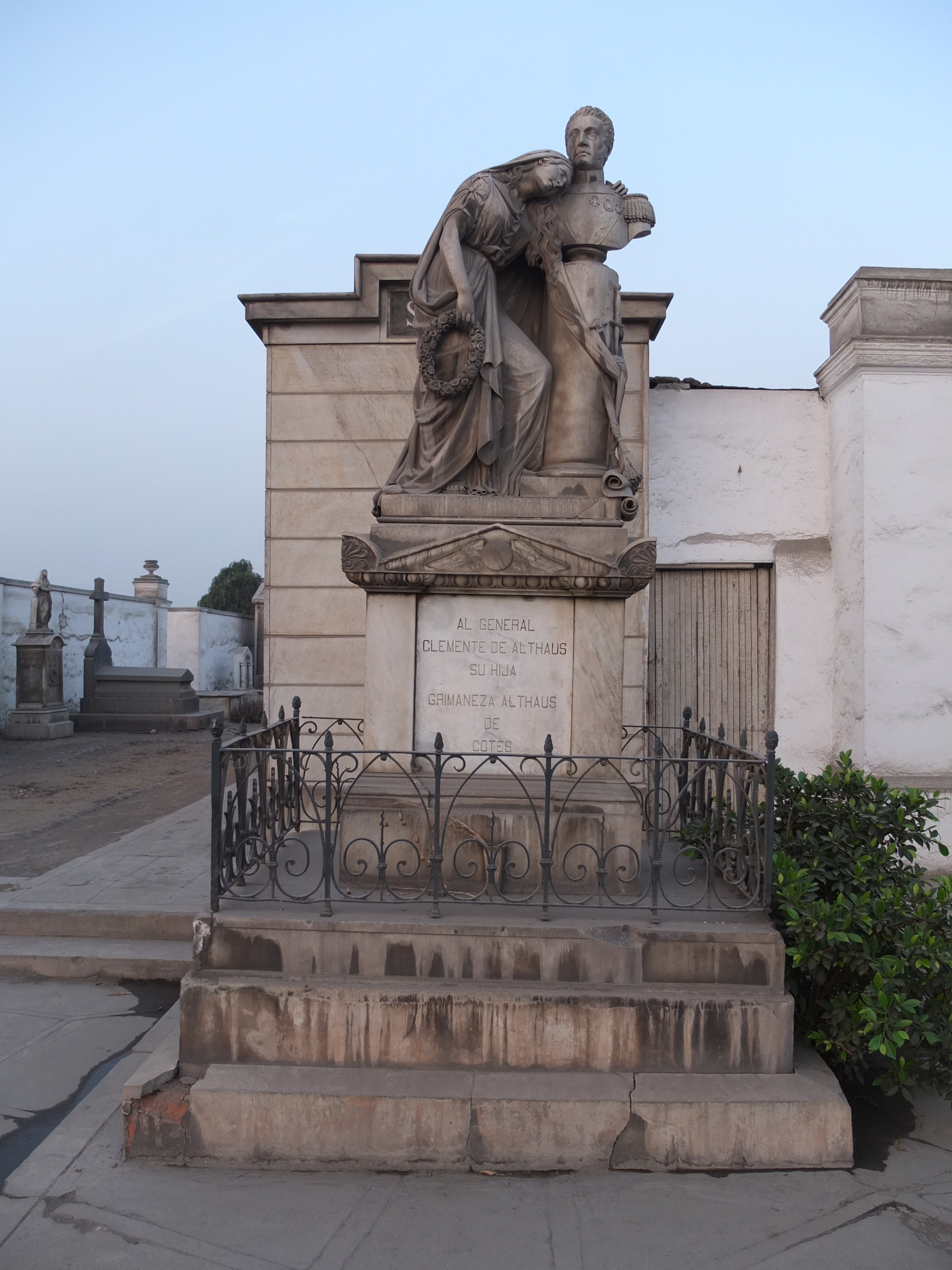
Grabmal in Lima

Clemens Anton Freiherr von Althaus, span. Clemente de Althaus (* 17. Januar 1791 in Bückeburg; † 13. Januar 1836 in Concepción in Peru) war ein deutscher Offizier in den südamerikanischen Befreiungskriegen, zuletzt als General der Armee von Peru.

## Biografie

### Familie
Clemens von Althaus entstammte einer illegitimen Beziehung zwischen dem Kammerherrn und Hofmarschall Clemens August Freiherr von Kaas und der Juliane Landgräfin von Hessen-Philippsthal, Witwe des Grafen Philipp II. von Schaumburg-Lippe und bis zu ihrem Tod 1799 Regentin der Grafschaft für den minderjährigen Thronfolger Georg Wilhelm von Schaumburg-Lippe.
1826 heiratete Clemens von Althaus in Arequipa María Manuela Flores del Campo y Tristán, eine Cousine der Frauenrechtlerin Flora Tristan und Nichte von Juan Pío de Tristán y Moscoso (1773–1859), dem letzten spanischen Vizekönig in Peru. Ihr Sohn Clemente Althaus Flores (1835–1881) war ein romantischer peruanischer Dichter.

### Ausbildung und Beruf
Clemens von Althaus studierte ab 1809 an der Universität Heidelberg. In Heidelberg war er zunächst Mitglied des Corps Guestphalia, später Mitglied bei den Hannoveranern. Ab 1811 wechselte er an die Georg-August-Universität Göttingen und schloss sich in Göttingen dem Corps Hannovera an. Im Herbst 1812 meldete er sich zu den Jägern des Grafen Friedrich von Kielmannsegg und nahm 1813 am Befreiungskriege als Jäger der King’s German Legion teil. In der Schlacht bei Waterloo war er Adjutant des Herzogs von Wellington und wurde nach dem Krieg in die Armee des Königreichs Hannover unter Feldmarschall Carl von Alten übernommen. Bis zu seinem Abschied 1819 stieg er bis zum Kapitän auf.
Nach dem Abschied in Hannover wanderte er nach Südamerika aus und kam über Buenos Aires nach Chile. Hier trat er 1820 als Ingenieur-Kapitän in den Stab der Truppen des südamerikanischen Freiheitskämpfers General José de San Martín ein. Noch im gleichen Jahr erfolgte seine Beförderung zum Major und Adjutanten, 1822 wurde er Oberstleutnant und 1823 Oberst. 1830 nahm er seinen Abschied. 1834 wurde er aus Anlass einer Revolution reaktiviert. 1835 war er im Krieg Boliviens und Perus gegen Chile Brigadegeneral der peruanischen Streitkräfte.
Zwischen 1820 und 1836 erstellte er als Kartograf das erste umfassende und geschlossene Kartenwerk von Peru. Clemens von Althaus war vermutlich der Erstbesteiger des Vulkans Misti bei Arequipa und gewiss der erste, der den Misti eingehend untersuchte und beschrieb.
Clemens von Althaus wurde auf dem Hauptfriedhof von Lima bestattet, wo ein 1866 errichtetes, von dem italienischen Bildhauer Pietro Costa geschaffenes Denkmal an ihn erinnert.

## Auszeichnungen
- Waterloo-Medaille

## Schriften
- Mittheilungen aus Süd-Amerika von einem deutschen Offizier in: Neue allgemeine politische Annalen, Band 25, J.G. Cotta, 1827, S. 151–168. Digitalisat